# WEC 9
WEC 9: Cold Blooded foi um evento de artes marciais mistas promovido pelo World Extreme Cagefighting em 16 de Janeiro de 2004 no Palace Indian Gaming Center em Lemoore, California. O evento principal viu Mike Kyle enfrentar Jude Hargett.

## Resultados
- Luta de Peso Leve:  Josh Hayes vs.  Tony Asam

Hayes derrotou Asam por Nocaute Técnico (Sukhi Kosla) aos 2:05 do primeiro round.
- Luta de Peso Leve:  Anthony Gonzales vs.  Pedro Tome

Gonzales derrotou Tome por Nocaute Técnico (socos) aos 2:14 do primeiro round.
- Richard Montoya vs.  Joe Salcido

Montoya derrotou Salcido por Nocaute (socos) aos 0:36 do primeiro round.
- Luta de Peso Médio:  Jack Cardenas vs.  John Appleby

Cardenas derrotou Appleby por Nocaute Técnico aos 4:54 do primeiro round.
- Luta de Peso Leve:  Harris Sarmiento vs.  Rob McCullough

Sarmiento derrotou McCullough por Decisão Dividida após 3 rounds.
- Poppies Martinez vs. Eric Ramirez

Martinez derrotou Ramirez por Nocaute Técnico (socos) aos 3:15 do primeiro round.
- Luta pelo Cinturão Peso Médio do WEC:  Chris Leben vs.  Mike Swick

Leben derrotou Swick por Nocaute (soco) aos 0:45 do segundo round para se tornar o primeiro Campeão Peso Médio do WEC.
- Luta de Peso Pesado:  Doug Marshall vs.  Lavar Johnson

Marshall derrotou Johnson por Nocaute Técnico (interrupção do córner) aos 5:00 do primeiro round.
- Luta de Peso Meio Médio:  Tiki Ghosn vs.  Nick Gilardi

Ghosn defeated Gilardi via submission (guillotine choke) at 4:52 of round 1.
- Luta de Peso Leve:  Yves Edwards vs.  Deshaun Johnson

Edwards derrotou Johnson por Decisão Unânime após 3 rounds.
- Luta de Peso Leve:  Olaf Alfonso vs.  John Polakowski

Alfonso derrotou Polakowski por Decisão Unânime após 3 rounds.
- Adrienna Jenkins vs.  Keri Scarr

Jenkins derrotou Scarr por Desqualificação (golpes ilegais) no primeiro round.
- Shonie Carter vs. Gabe Garcia

Carter derrotou Garcia por Nocaute Técnico (lesão) aos 0:30 do primeiro round.
- Luta de Peso Meio Pesado:  Alex Steibling vs.  Joe Riggs

Steibling derrotou Riggs por Finalização (triângulo) aos 1:54 do segundo round.
- Luta de Peso Pesado:  Mike Kyle vs.  Jude Hargett

Kyle derrotou Hargett por Nocaute Técnico (socos) aos 4:09 do primeiro round.